# Geminian
Geminian – imię męskie pochodzenia łacińskiego, od Geminus, które z kolei wywodzi się od słowa gemello – "bliźniak".
Trzech świętych katolickich nosiło to imię. Najbardziej znany to Geminian z Modeny.
Geminian imieniny obchodzi 31 stycznia i 16 września.